# La Gaitana

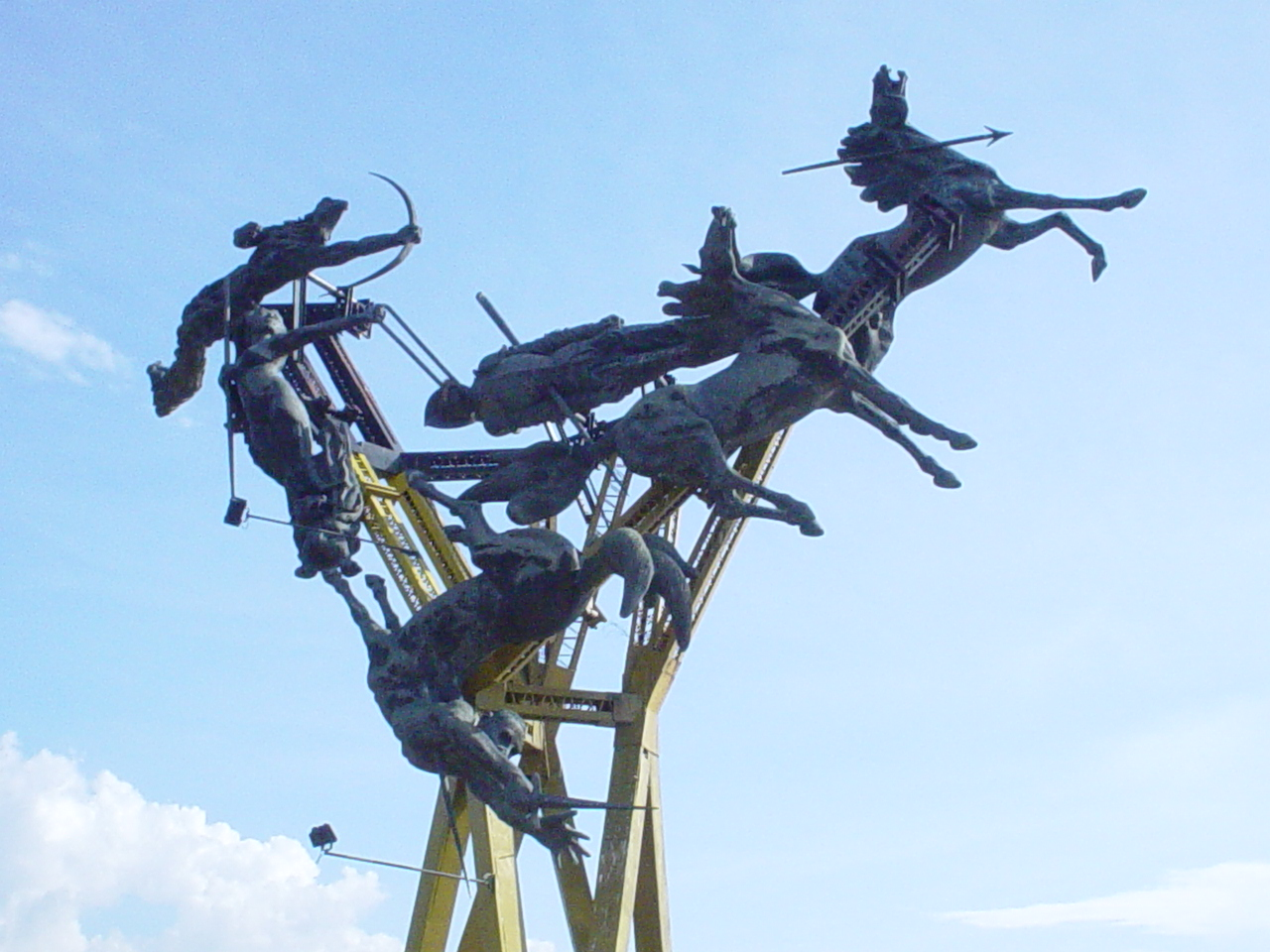
Monumento a la Cacica Gaitana

Gaitana, även kallad La Gaitana, var en indiansk upprorsledare. Hon ledde indianernas motstånd mot spanjorernas erövring i Colombia 1539-1540.
År 1539 sändes conquistadoren Pedro de Añasco till Magdalenaflodens dalgång för att etablera den spanska överhögheten över de fem indianstammar som bodde där. Han gav order om att ledaren för varje stam skulle betala tribut som ett tecken på deras underkastelse. Yalconstammen, som leddes av Gaitana och hennes son, drog ut på betalningen. För att statuera ett exempel lät Pedro de Añasco arrestera Gaitanas son och bränna honom levande. Gaitana samlade då dalens stammar i krig mot spanjorerna. Pedro de Añasco tillfångatogs och avrättades. Indianerna hade övertaget, men de besegrades genom förräderi genom en av sina egna 1540. Alla stammar i denna dalgång utplånades av slaveri och smittkoppor efter den spanska erövringen. Gaitana står nu som staty i trakten.